# Coelioxys bicingulata
Coelioxys bicingulata is een vliesvleugelig insect uit de familie Megachilidae. De wetenschappelijke naam van de soort is voor het eerst geldig gepubliceerd in 1918 door Holmberg.